# 이영 (역사가)
이영(李領)은, 대한민국의 역사학자이다. 1997년부터 한국방송통신대학교 일본학과 교수를 맡았다. 
주요 전공 분야는 중세 한국사 및 일본사이며, 특히 고려 말기의 왜구를 일본 남북조 쟁란의 동향과 연관지은 새로운 견해를 제시하였다. 

## 약력
- 1982년 고려대학교 중어중문학과 졸업
- 1990년 도쿄대학 총합문화연구과 대학원 지역문화전공(일본중세사) 석사
- 1995년 동 대학원 박사
- 1997년~: 한국방송통신대학교 일본학과 교수
- 2005년-2006년 캐나다 브리티시컬럼비아 대학 아시아센터 visiting scholar
- 2014년-2015년 미국 하버드 대학 동아시아언어문명학과 visiting scholar

## 주요 저서
연구서
- 《倭寇と日麗関係史》
  - 본서는 일본 도쿄 대학 출판회에서 처음 일본어로 간행되었고, 2011년에 와서 『왜구와 고려·일본 관계사』라는 제목으로 도서출판 혜안에서 출간되었다.

- 《해양사관으로 본 한국사의 재조명》
- 《잊혀진 전쟁, 왜구-그 역사의 현장을 찾아서》 에피스테메, 2007
- 《팍스 몽골리카의 동요와 고려 말 왜구》 혜안, 2013 - 대한민국 학술원 우수도서 선정
- 《황국사관과 고려말 왜구-일본 근대 정치의 학문 개입과 역사 인식》에피스테메, 2017

공저
- 《전근대 한일관계사》(이근우, 김동철과 공저) 한국방송통신대학교출판문화원, 1999
- 《일본고중세사》(나행주와 공저) 한국방송통신대학교출판문화원, 1999
- 《港町と海域世界》東京 : 青木書店, 2005
- 《古代中世の政治と権力》吉川弘文館, 2006
- 《부산과 대마도의 2천년 한국해양사연구총서 3)》(정효운 외 4인과 공저) 부경대학교 대마도연구센터, 2010

번역서
- 《중세 왜인의 세계》 소화, 1998 - 일본의 학자 무라이 쇼스케(村井章介)의 저서 《중세왜인전》(中世倭人伝)을 번역한 것이다.